# Tighennif
Tighennif (àrab): تيغنيف, berber: ⵜⵉⵖⴻⵏⵏⵉⴼ) (abans Palikao durant la colonització francesa) és un municipi de Mascara, Algèria, amb una població de més de 100.000 habitants, la ciutat més gran després de Mascara.